# Federazione pallavolistica della Bulgaria
La Federazione bulgara di pallavolo (in bulgaro Bulgarska Federatsiya Volejbol?, BFV) è un'organizzazione fondata per governare la pratica della pallavolo in Bulgaria.
Organizza il campionato maschile e femminile, e pone sotto la propria egida la nazionale maschile e femminile.
Ha aderito alla FIVB nel 1949.